# Piz Corvatsch

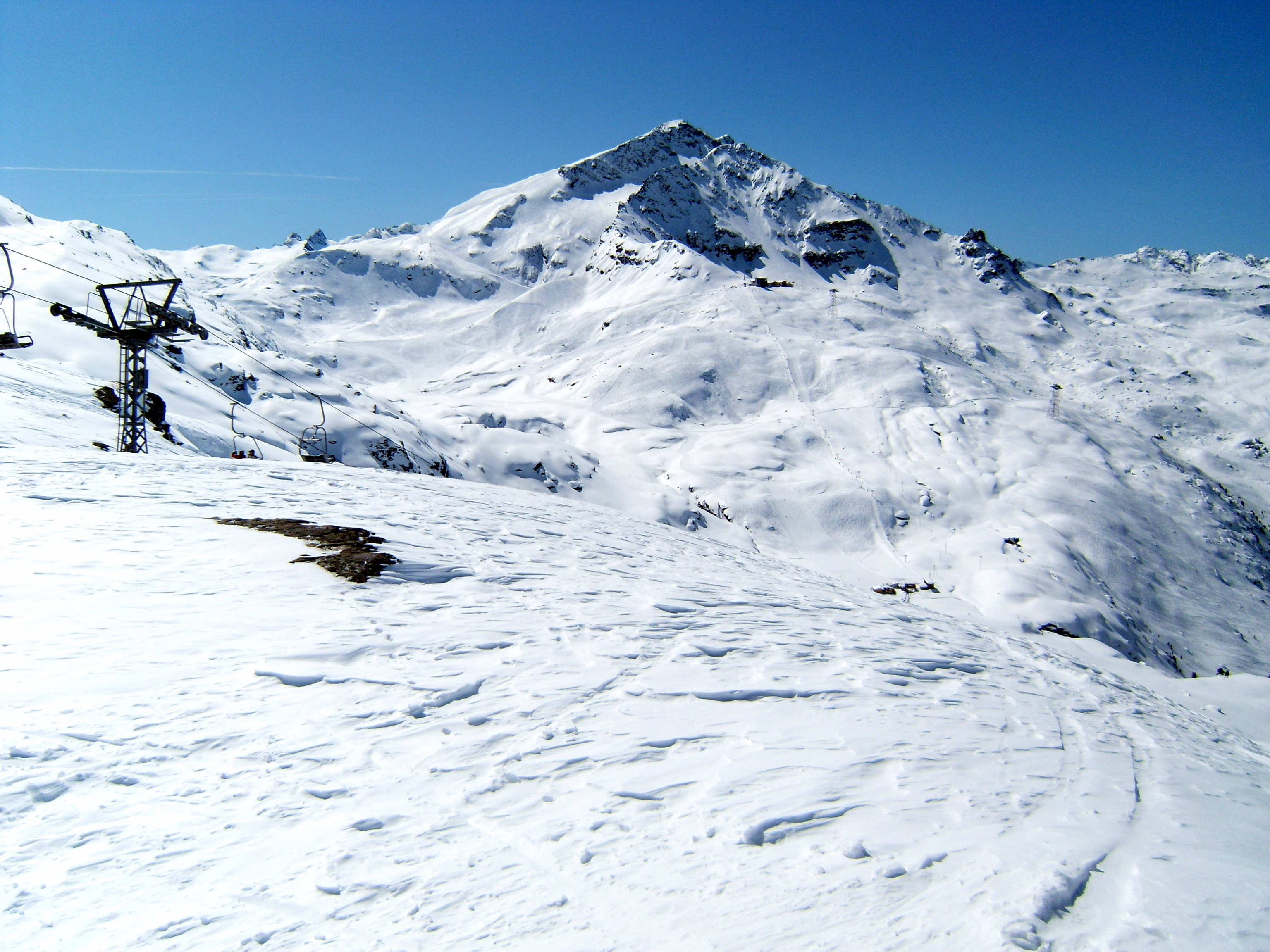

Corvatsch – szczyt górski (3451 m n.p.m.) w masywie Bernina, kilka kilometrów na południe od St. Moritz w szwajcarskim kantonie Gryzonia, nad doliną Engadyna i rzeką Inn. Zbocza i lodowiec Corvatsch są miejscem uprawiania zimą narciarstwa alpejskiego i biegowego, przyjeżdżają tu turyści, którzy zatrzymują się w schroniskach i hotelach w Sankt Moritz, Silvaplana i innych okolicznych miejscowościach. Górna stacja kolei linowej, wybudowanej tu w 1950, znajduje się na wysokości 3303 m n.p.m.
Szczyt został po raz pierwszy zdobyty na nartach w roku 1898 przez Philipa Marka i Claudio Saratza.